# Bandeira de Salto (departamento)
A Bandeira de Salto é um dos símbolos oficiais do Departamento de Salto, uma subdivisão do Uruguai. Foi oficializada em 1 de agosto de 1997.
Seu desenho consiste em um retângulo de proporção comprimento-largura de 2:3 com fundo azul. Na parte superior esquerda (lado do mastro) está o Brasão do Departamento. Abaixo do brasão está escrito em fontes serifada em caixa alta na cor cinza e disposto em forma de arco em língua espanhola as palavras "Trabajo Sabiduría Prudencia", que, em português, que dizer "trabalho, Sabedoria Prudência".
Na parte inferior figuram 5 linhas brancas horizontais que iniciam, da esquerda para a direita até o equivalente a 3/5 da bandeira, a partir de então há uma angulação para cima de 45° até 4/5 do comprimento total. Após isso passa novamente para a posição horizontal onde vai até o fim da bandeira.

## Simbolismo
As faixas bancas, juntamente com o fundo azul, fazem alusão à Bandeira do Uruguai, representando a união do departamento com restante do país.
As faixas também representam o Rio Uruguai e sua inflexão o "Salto Grande", uma cachoeira que existia no rio e que deu nome ao departamento. Atualmente, o salto foi encoberto pelas águas da represa binacional de Salto Grande.